# Тернопільський український драматичний театр імені Івана Франка
Тернопільський український драматичний театр імені Івана Франка — культурно-мистецький заклад у м. Тернополі. Створений 15 жовтня 1939.
Заснований Панасом Карабіневичем і Миколою Комаровським на базі реорганізованих західноукраїнських антрепренерних колективів — Театру імені Миколи Садовського П. Карабіневича, театру «Промінь» М. Комаровського і драматично-оперетної трупи Богдана Сарамаґи.
8 квітня 1948 Тернопільський український драматичний театр об'єднався із Тернопільським обласним українським музично-драматичним театром ім. Т. Г. Шевченка (реорганізований із Охтирського драматичного театру в березні 1945) під однойменною назвою, нині — Тернопільський академічний обласний український драматичний театр ім. Т. Г. Шевченка.

## Історія
Після вступу Червоної армії на територію Польщі в жовтні 1939 року по радіо були викликані до Львова директори українських пересувних театрів Галичини і Західної Волині для реорганізації театрального життя. До Львова прибув директор Українського Драматичного театру ім. Миколи Садовського Панас Карабіневич. Його трупа в цей час гастролювала в Заліщиках. Організаційний комітет за участю представників Міністерства культури з Києва доручив П. Карабіневичу сформувати творчий склад Тернопільського обласного театру імені І. Франка. На телеграму П. Карабіневича 23 жовтня 1939 року весь склад театру виїхав із Заліщиків до Тернополя і розмістився у будинку «Міщанського братства» на вулиці князя Острозького, № 3 (тепер приміщення Тернопільської обласної філармонії). Його кооперативна матеріальна база (декорації, гардероби, костюми, реквізити) стали державною власністю нового колективу. Освоєно театральний зал «Міщанського братства» для репетицій, концертів і вистав діючого попереднього репертуару п'єс Івана Котляревського, Марка Кропивницького, Михайла Старицького, Тараса Шевченка, Миколи Гоголя.
У кінці жовтня 1939 року був остаточно сформований творчий склад Тернопільського театру ім. І. Франка із трьох колишніх українських пересувних театрів, що діяли у Західній Україні, тобто з Театру ім. М. Садовського і П. Карабіневича, трупи «Промінь» М. Комаровського і драматично-опереточної трупи Б. Сарамаґи.
Директором театру ім. І. Франка до січня 1940 року був Панас Карабіневич (згодом директор Бережанського театру), а режисерами працювали Аполлінарія Барвінок-Карабіневич (1899—1971; родом з Чернігова), і Микола Комаровський. Диригентами оркестру стали викладач Тернопільської музичної школи Юрій Крих (1907—1991) та уродженець Тернополя Богдан Сарамаґа (1905—1975).
У січні-лютому 1940 року для Тернопільського театру призначено фахових режисерів — практиків з Наддніпрянщини — Федора Бойченка та Івана Дехтяра, художника Григорія Кантора. Наприкінці 1940 року прибув до Тернополя головний режисер Марко Терещенко із дружиною, обдарованою досвідченою артисткою Валентиною Варецькою, виконавицею головних ролей. Згодом приїхали балетмейстери А. Орлінська і А. Соломонова.
З метою творчої допомоги до театру приїжджав А. Бучма. У 1940 році театр ім. І. Франка разом з обслуговчим персоналом нараховував 100 чоловік, з них 15 музикантів.
Від початку німецько-радянської війни театр призупинив роботу; у день зміни влади в місті з нацистської на радянську, 16 березня 1944 року, режисером М. Комаровським була відновлена праця театру ім. І. Франка у впорядкованому приміщенні «Сокола».
З 1944 до 1948 року театр резидував у Чорткові через потужну руйнацію Тернополя.
Режисер М. Комаровський з художником Олексою Шатківським з Почаєва і актором та хормейстером Богданом Антківим успішно відновили діяльність театру. У січні 1946 року до театру прибув талановитий актор і режисер Олександр Григораш та фахові театральні художники Володимир Кулик та Володимир Гетьман, режисер С. Чернявський.
Діяльність Тернопільського театру ім. І. Франка відображена документально у фондах Державного архіву Тернопільської області, у поданих нами репертуару списках і рецензій на вистави. Принагідно відзначимо плідну діяльність цього театру, зокрема по обслуговуванню населення Тернопільщини від Почаєва і Крем'янця до Заліщиків і Бучача.
У квітні був об'єднаний із Охтирським пересувним МДТ ім. Шевченка, повернувся до Тернополя.

## Репертуар
У репертуарі:
- «Наталка Полтавка» І. Котляревського,
- «Шельменко-денщик» Г. Квітки-Основ'яненка,
- «Дай серцю волю, заведе в неволю» М. Кропивницького,
- «Безталанна» І. Карпенка-Карого,
- «Украдене щастя» І. Франка,
- «Загибель ескадри» та «В степах України» О. Корнійчука,
- «Підступність і кохання» Ф. Шіллера й ін.

## Акторський склад
Серед акторів:
- Богдан Антків,
- Валентина Варецька,
- М. Жарська,
- Павло Кущієнко,
- М. Побігущий.

В акторському складі театру були жінки — співачка Наталя Сарамага, Євгенія Деревницька, Амалія Дидик-Шіфман, Юлія Калинець, Єфросинія Комаровська, Антоніна Липко-Гудечек, Марія Марко, Степанія Несторко, Валентина Калин (донька артиста В. Калина з Тернополя), Іванна Муратова, Юлія Урбанська, Ольга Федчишин; чоловіки — І. Малевич, І. Головка, І. Грищенко-Гричук, С. Дух, С. Іванів, А. Ільків, Олекса Левитський (режисер, родич композитора П. Ніщинського), Л. Марко, Б. Максимишин, М. Несторко (із Заліщиків), А. Муратів, С. Панько, І. Федчишин, Я. Шуль, В. Шіфман-Морський, Б. Яцків, Я. Побігущий, В. Пчолкін, Л. Кравчук, І. Сугірей, Верес Микола та інші.

## Гастролі
Поза межами області театр гастролював навесні 1940 року на Стрийщині і Золочеві.